# Leonie Schöler

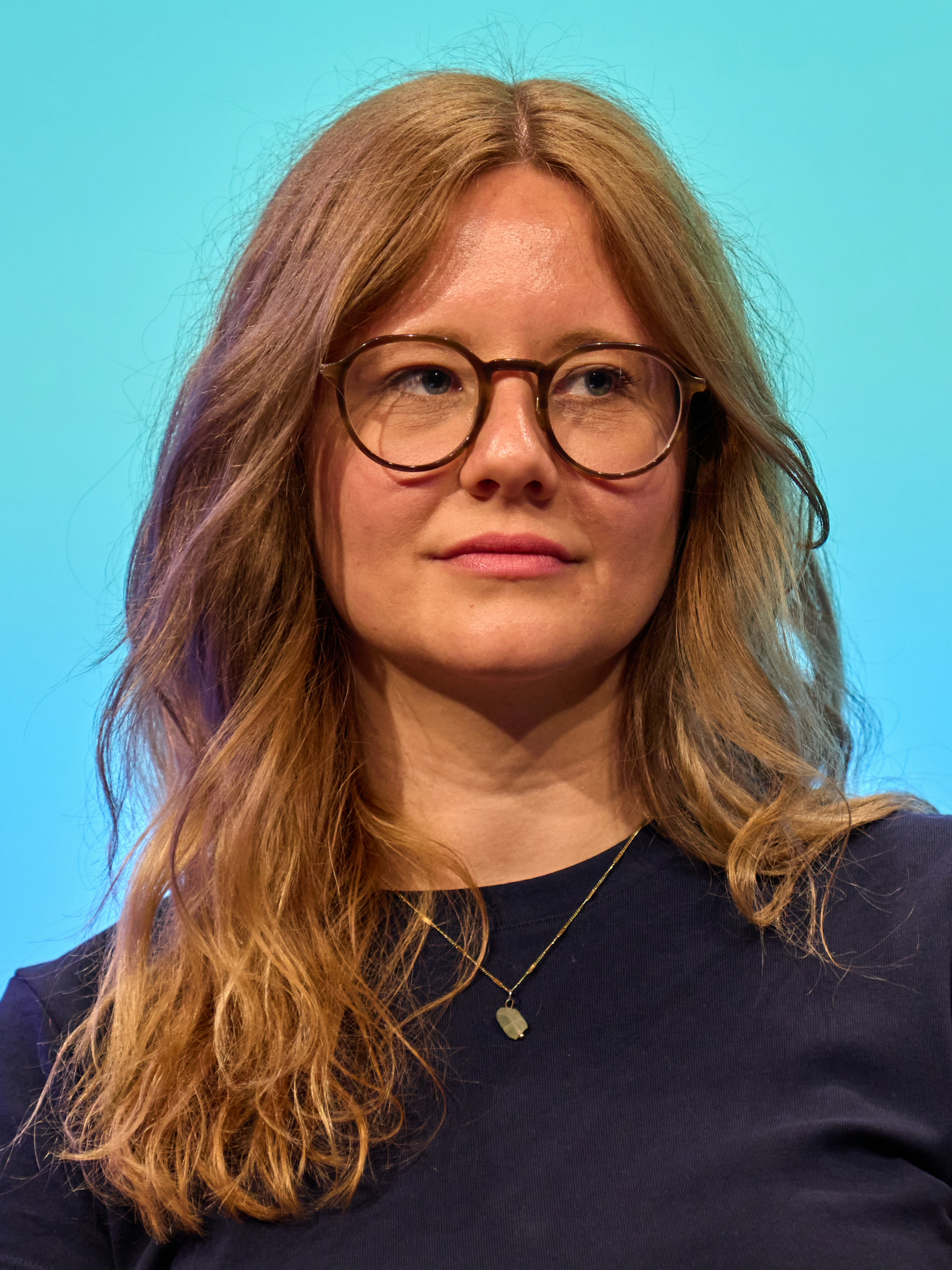
Leonie Schöler (2025)

Leonie Schöler (* 1993 in Lüneburg) ist eine deutsche Journalistin, Historikerin, Literaturwissenschaftlerin und Moderatorin. Sie arbeitet als freie Journalistin und für verschiedene Auftraggebende als Autorin und Moderatorin.

## Leben
Leonie Schöler studierte von 2014 bis 2019 Deutsche Literatur, Geschichte und Philosophie an der Humboldt-Universität zu Berlin. Neben ihrem Studium arbeitete sie bereits als Hospitantin in diversen Redaktionen, unter anderem im Inland-Resort der taz und bei Frontal 21.
Von 2019 bis 2021 war sie als feste und freie Redakteurin für verschiedene funk-Produktionen tätig. So filmte sie zum Beispiel investigative Themen für Jäger & Sammler, moderierte Reportagen für das Y-Kollektiv und erarbeitete Interviews für das Talk-Format Auf Klo. Im Sommer 2021 wurde ihr gemeinsam mit Birte Meier realisierter Dokumentarfilm Billigfleisch um jeden Preis – Das System Tönnies erstmals bei ZDFinfo ausgestrahlt.
Im Januar 2022 erschien ihre achtteilige Webvideoreihe zur Wannseekonferenz für Terra X History, die Schöler als Autorin und Realisatorin umsetzte.
Von 2022 bis 2023 moderierte sie den YouTube-Kanal Heureka von ZDFinfo.
Ihre Schwerpunkte liegen darauf, investigative Recherchen mit digitalen Darstellungsformen zu verbinden und gesellschaftspolitische Themen für jüngere Zielgruppen zugänglich zu machen. Seit 2015 ist sie auf Instagram aktiv, wo sie unter dem Namen heeyleonie verschiedene historische Hintergründe heutiger Phänomene und Gewohnheiten erörtert. 2020 folgte dann TikTok unter dem gleichen Nutzernamen. 
Im Jahr 2024 veröffentlichte sie ihr erstes Buch Beklaute Frauen, das es auf die Spiegel-Bestsellerliste schaffte.
Schöler lebt in einer lesbischen Beziehung in Berlin.

## Auszeichnungen und Nominierungen
- 2019: Nominierung des Frontal21-Beitrags Kinder kriegen für die Rente mit Birte Meier und Christian Esser für den Juliane-Bartel-Preis[11]
- 2022: Nominierung ihres TikTok-Accounts für den Grimme Online Award in der Kategorie Wissen & Bildung[12]
- 2022: Auszeichnung ihres TikTok-Accounts mit dem Pädagogischen Medienpreis der Stadt München[13]
- 2024: Bayerischer Buchpreis: Bayern-2-Publikumspreis[14][15]